# Poemnites
Poemnites is een geslacht van kevers uit de familie  
kniptorren (Elateridae).
Het geslacht is voor het eerst wetenschappelijk beschreven in 1894 door Buysson.

## Soorten
Het geslacht omvat de volgende soorten:
- Poemnites aeratus (Mulsant & Guillebeau, 1856)
- Poemnites bivittatus (Melsheimer, 1845)
- Poemnites cambodiensis (Fleutiaux, 1918)
- Poemnites exotans (Candèze, 1900)
- Poemnites famelicus (Candèze, 1889)
- Poemnites fraudator (Candèze, 1897)
- Poemnites hamirensis (Cherepanov, 1957)
- Poemnites himalayana (Garg & Saini, 1996)
- Poemnites longiantennus (Vats & Chauhan, 1992)
- Poemnites speculifer (Candèze, 1889)
- Poemnites thibeticus (Candèze, 1900)